# 타임 투 킬 (영화)
《타임 투 킬》(영어: A Time to Kill)는 1996년에 개봉한 미국의 법률 드라마 영화로, 존 그리셤이 쓴 동명 원작 소설을 영화화한 작품이다. 조엘 슈매커가 《의뢰인》(1994)에 이어 그리셤의 소설을 두 번째로 영화화하였다. 새뮤얼 L. 잭슨, 샌드라 불럭, 매슈 매코너헤이, 케빈 스페이시, 도널드 서덜랜드, 키퍼 서덜랜드 등이 출연하였다. 옥타비아 스펜서의 영화 데뷔작이다.
새뮤얼 L. 잭슨은 이 영화를 통해 1997년 제54회 골든 글로브상 영화 부문 남우 조연상 후보에 지명되었다.

## 줄거리
미시시피주 캔턴에서 10살짜리 흑인 소녀가 같은 동네 주민인 두 백인 남성에게 납치, 강간을 당한다. 소녀의 아버지 칼은 재판정으로 향하는 범인들에게 총을 쏴 복수한다. 검찰이 사형을 노리는 가운데 경험이 일천한 백인 변호사 제이크가 그의 변호를 맡는다.

## 출연진
- 새뮤얼 L. 잭슨 - 칼 리 헤일리 역
- 샌드라 불럭 - 엘런 로아크 역
- 매슈 매코너헤이 - 제이크 브리갠스 역
- 케빈 스페이시 - 루퍼스 버클리 역
- 올리버 플랫 - 해리 렉스 보너 역
- 찰스 S. 더턴 - 오지 월스 보안관 역
- 브렌다 프리커 - 에설 트위티 역
- 도널드 서덜랜드 - 루션 윌뱅크스 역
- 베스 그랜트 - 코라 메이 코브 역
- 키퍼 서덜랜드 - 프레디 리 코브 역
- 패트릭 맥구언 - 오마 누스 판사 역
- 애슐리 저드 - 칼라 브리갠스 역
- 토니아 스튜어트 - 궨 헤일리 역
- 존 딜 - 팀 “미키 마우스” 넌리 역
- 크리스 쿠퍼 - 드웨인 파월 루니 보안관보 역
- 니키 캣 - 빌리 레이 코브 역
- 더그 허치슨 - 제임스 루이스 “피트” 윌러드 역
- 커트우드 스미스 - 스텀프 시슨 역
- 앤서니 힐드 - 윌버트 로드히버 의사 역
- M. 에밋 월시 - 윌러드 티렐 배스 의사 역
- 조 세니카 - 아이제이아 스트리트 목사 역
- 옥타비아 스펜서 - 애넷 간호사 역

## 우리말 녹음
KBS 성우진 (2000년 12월 9일)
- 홍시호 - 제이크 브리갠스(매슈 매코너헤이)
- 정미숙 - 엘런 로아크(샌드라 불럭)
- 이호인 - 루퍼스 버클리 검사(케빈 스페이시)
- 유해무 - 칼 리 헤일리(새뮤얼 L. 잭슨)
- 유강진 - 루션 윌뱅크스(도널드 서덜랜드)
- 이완호 - 오마 누스 판사(패트릭 맥구언)
- 최덕희 - 칼라 브리갠스(애슐리 저드)
- 이재용 - 해리 렉스 보너(올리버 플랫)
- 최병상 - 드웨인 파월 루니(크리스 쿠퍼)
- 이연희 - 궨 헤일리(토니 스튜어트)
- 최문자 - 에설 트위티(브렌다 프리커) / 코라 메이 코브(베스 그랜트)
- 김관진 - 프레디 리 코브(키퍼 서덜랜드)
- 강구한 - 스텀프 시슨(커트우드 스미스) / 월버트 로드히버(앤서니 힐드)
- 문관일 - 오지 월스 보안관(찰스 S. 더턴) / 올리 에이지 목사(토머스 머디스)
- 유민석 - 윈스턴(팀 퍼라티) / 배심원(테리 로클린)
- 문영래 - 월러드 티렐 배스(M. 에밋 월시) / 아이제이아 스트리트 목사(조 세니카)
- 김우정 - 테일러(바이런 제닝스) / 기자